# Dalechampia stenosepala
Dalechampia stenosepala är en törelväxtart som beskrevs av Johannes Müller Argoviensis. Dalechampia stenosepala ingår i släktet Dalechampia och familjen törelväxter. Inga underarter finns listade i Catalogue of Life.